# Meschermolen
De Meschermolen is een watermolen in Mesch in de Nederlandse provincie Limburg. De molen was een van de zes watermolens die op Nederlandse grond gebruik maakten van het water van het riviertje de Voer. De molen maakt deel uit van een grote Limburgse hoeve.
De molen is een rijksmonument.

## Geschiedenis
De huidige hoeve is een opvolger van een Karolingische villa. Deze villa was uit vakwerk opgetrokken, maar werd in 1699 vervangen door metselwerk.
Verschillende eeuwen achter elkaar heeft de Meschermolen kalamijn (zinkerts) en graan gemalen.
In het midden van de 19e eeuw had de molen een houten middenslagrad met een doorsnede van 5,66 meter en een breedte van 0,64 meter.
Aan het einde van de 19e eeuw werd de molen omgebouwd tot een bovenslagwatermolen van plaatijzer.
In het begin van de jaren vijftig werd de watermolen niet meer gebruikt en stilgelegd en een maalderij in het dorp nam het malen over.
Tussen 1996 en 1998 is de Meschermolen geheel gerestaureerd. De molen is maalvaardig en af en toe wordt er nog gemalen.
De eerstvolgende watermolen op de Voer stroomopwaarts gezien is het Meuleken in de Belgische gemeente Voeren.

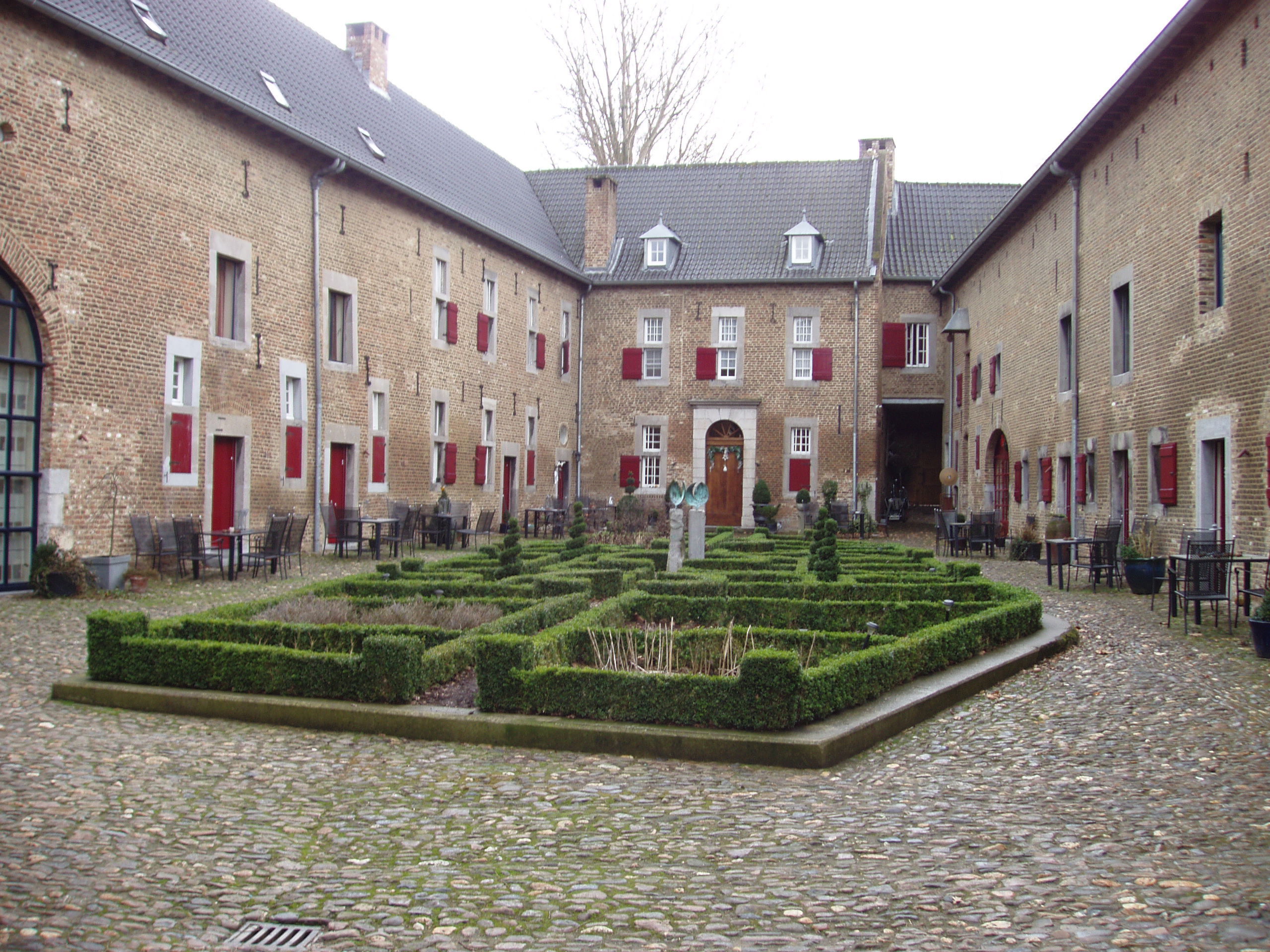
Binnenhof
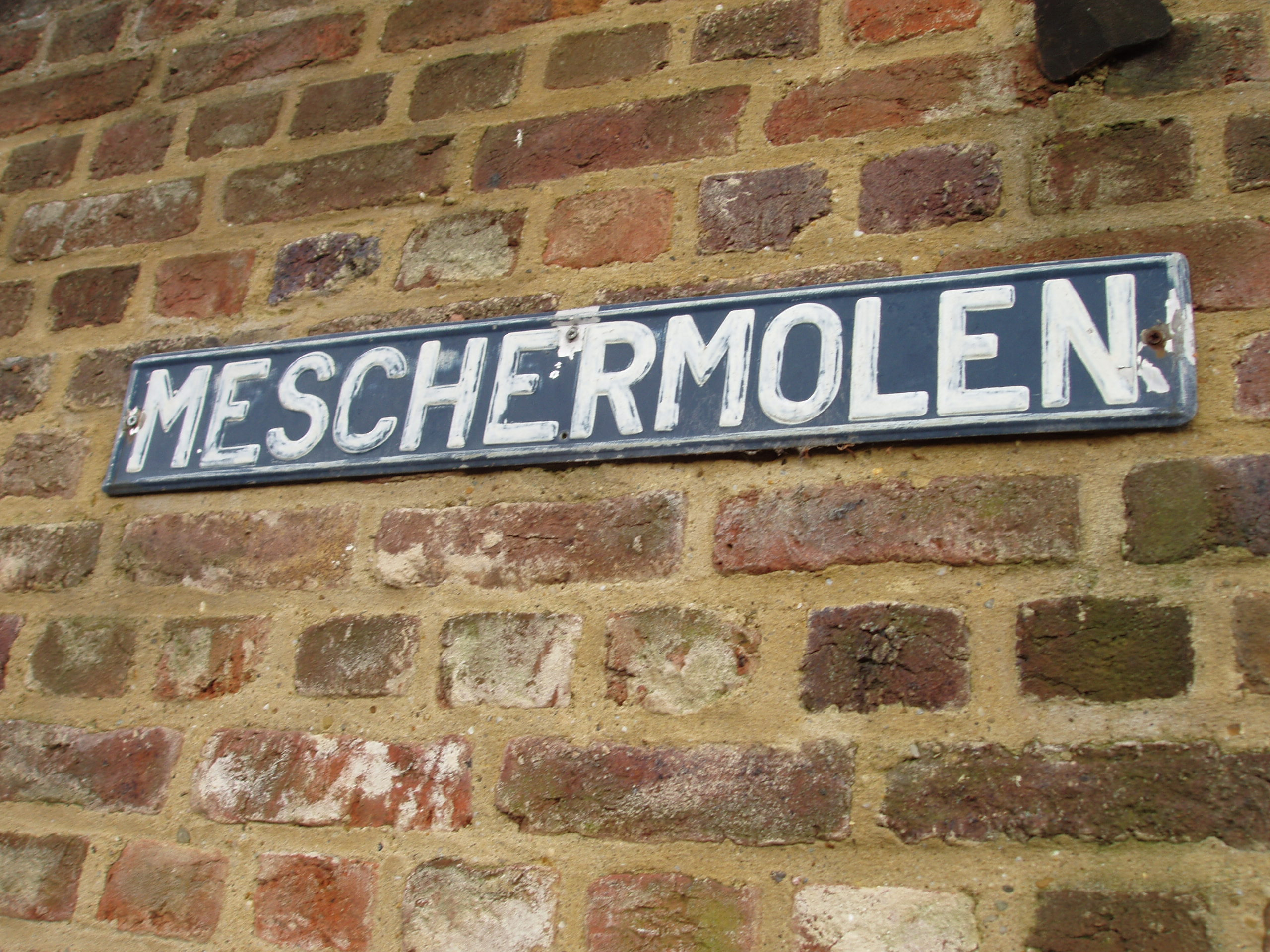
Straatnaambordje
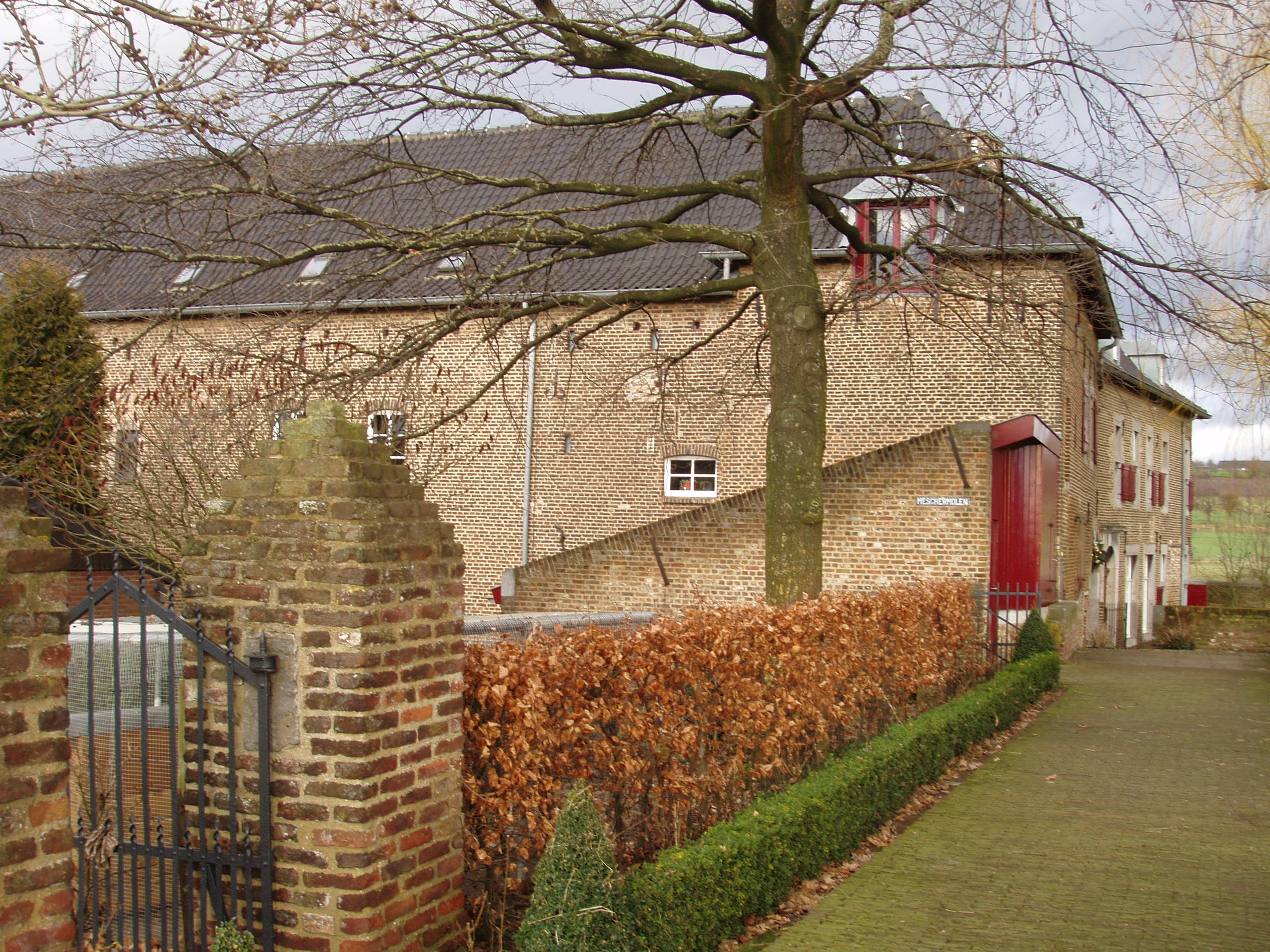
Het molengebouw zelf
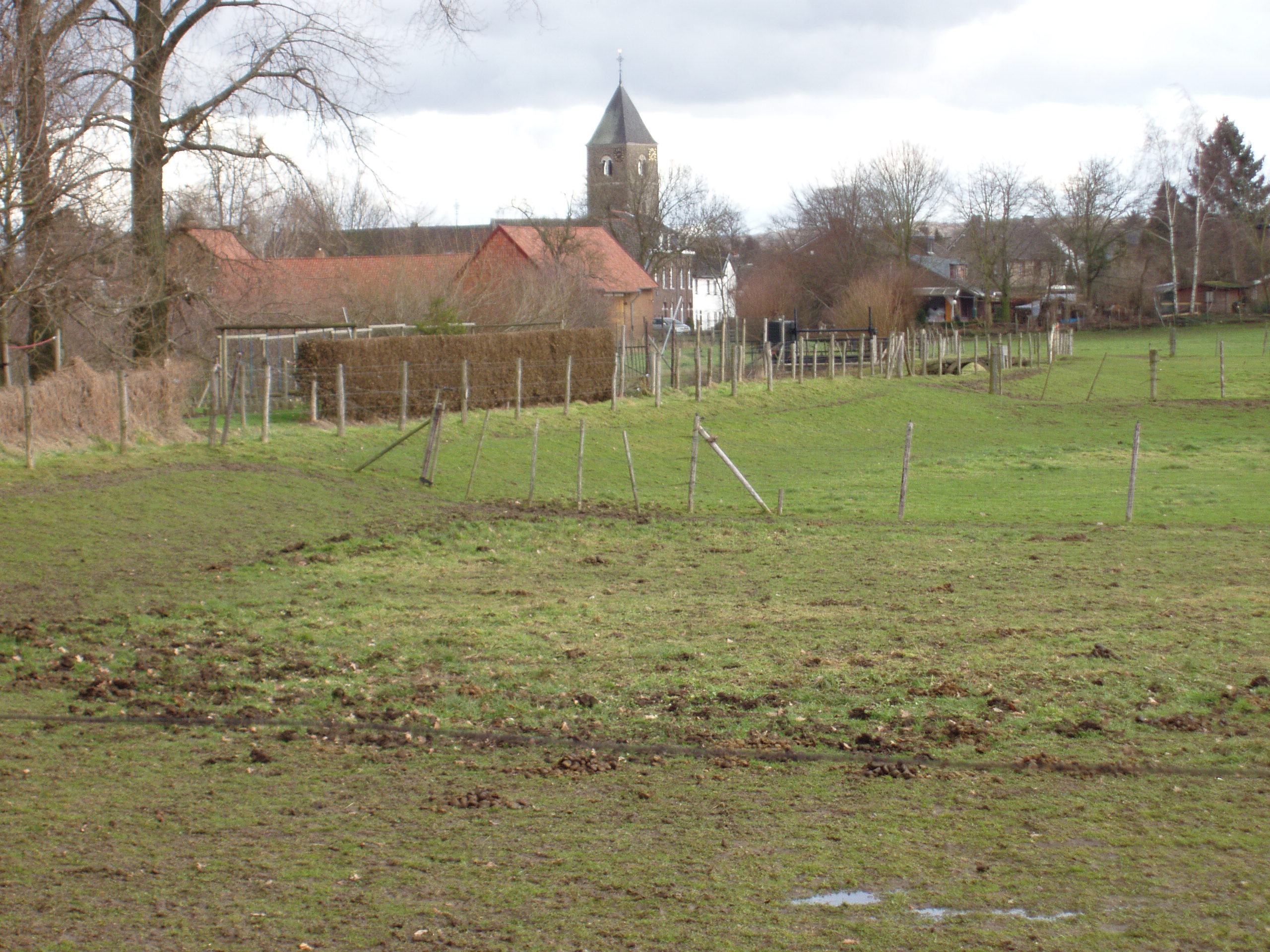
Aanvoer van het water
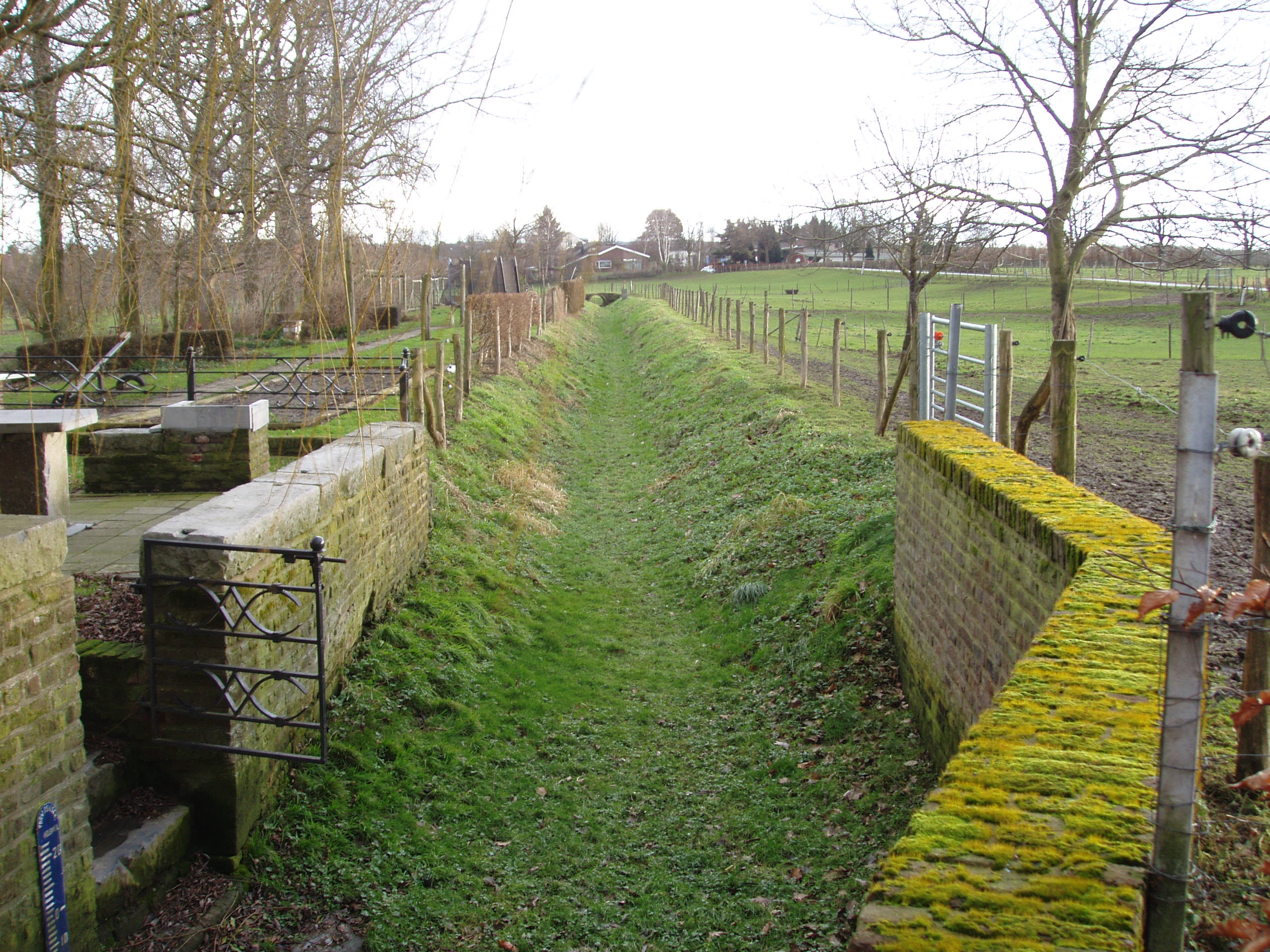
Molentak van de Voer
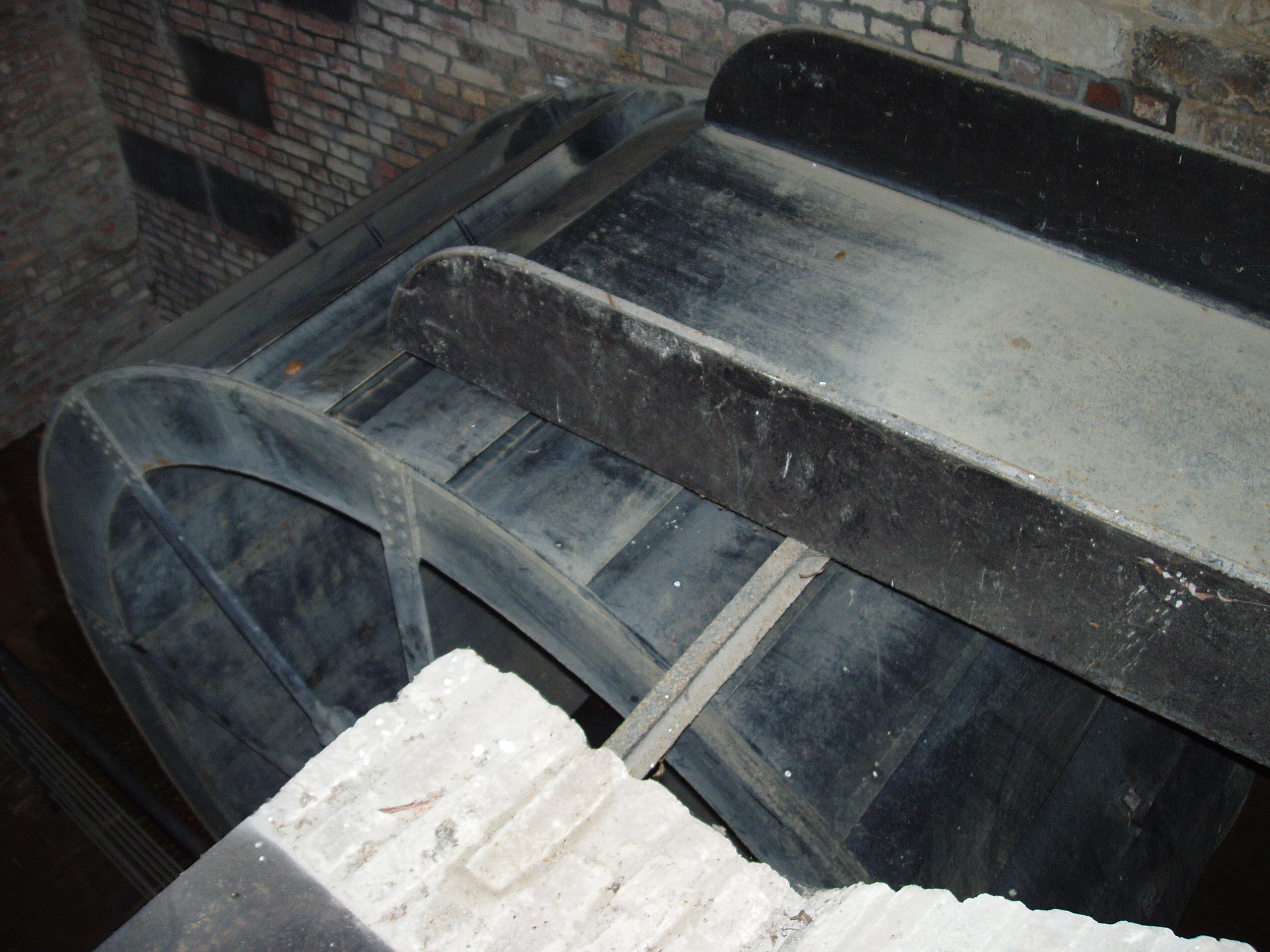
Bovenslag
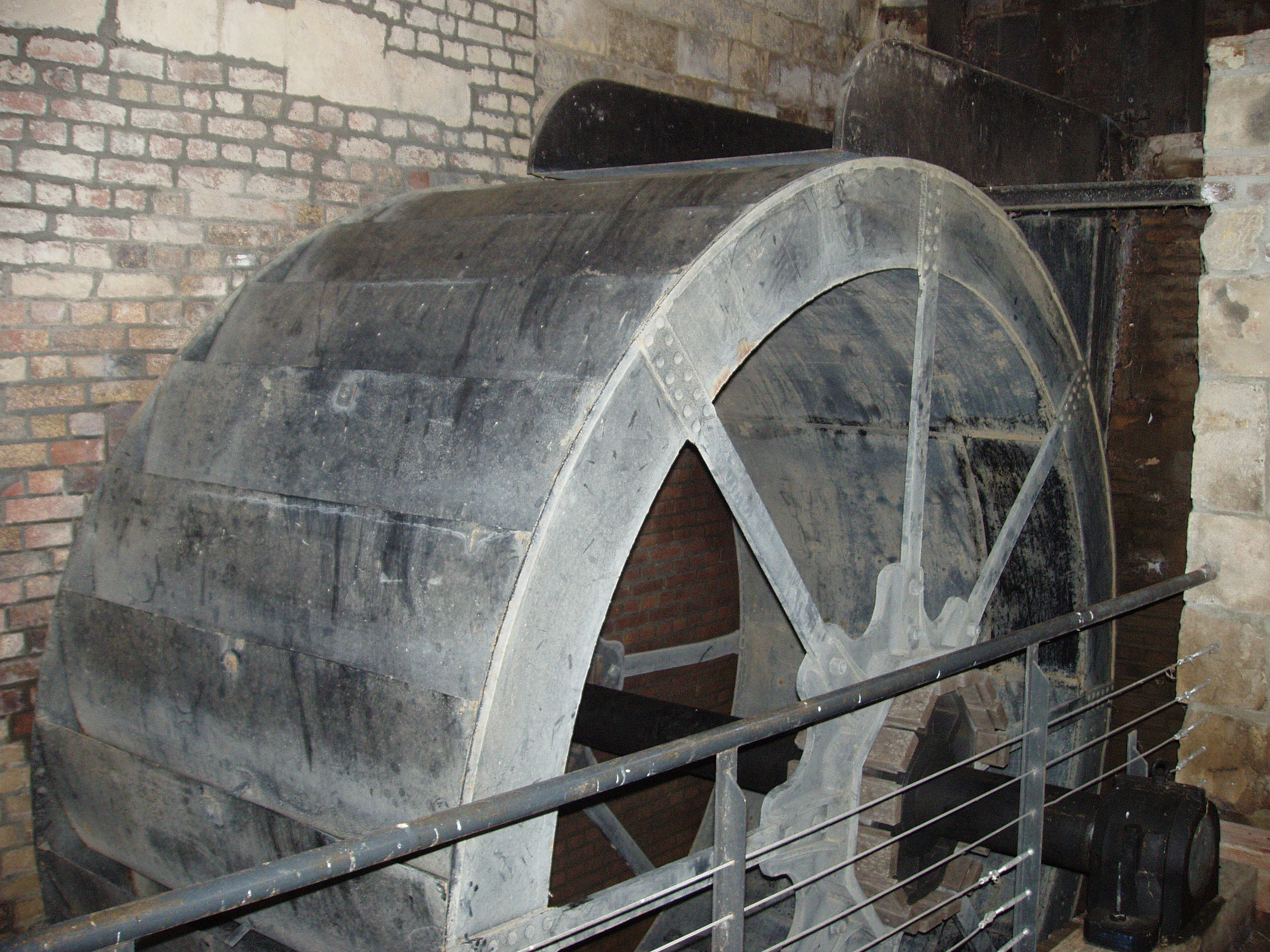
Van zij gezien
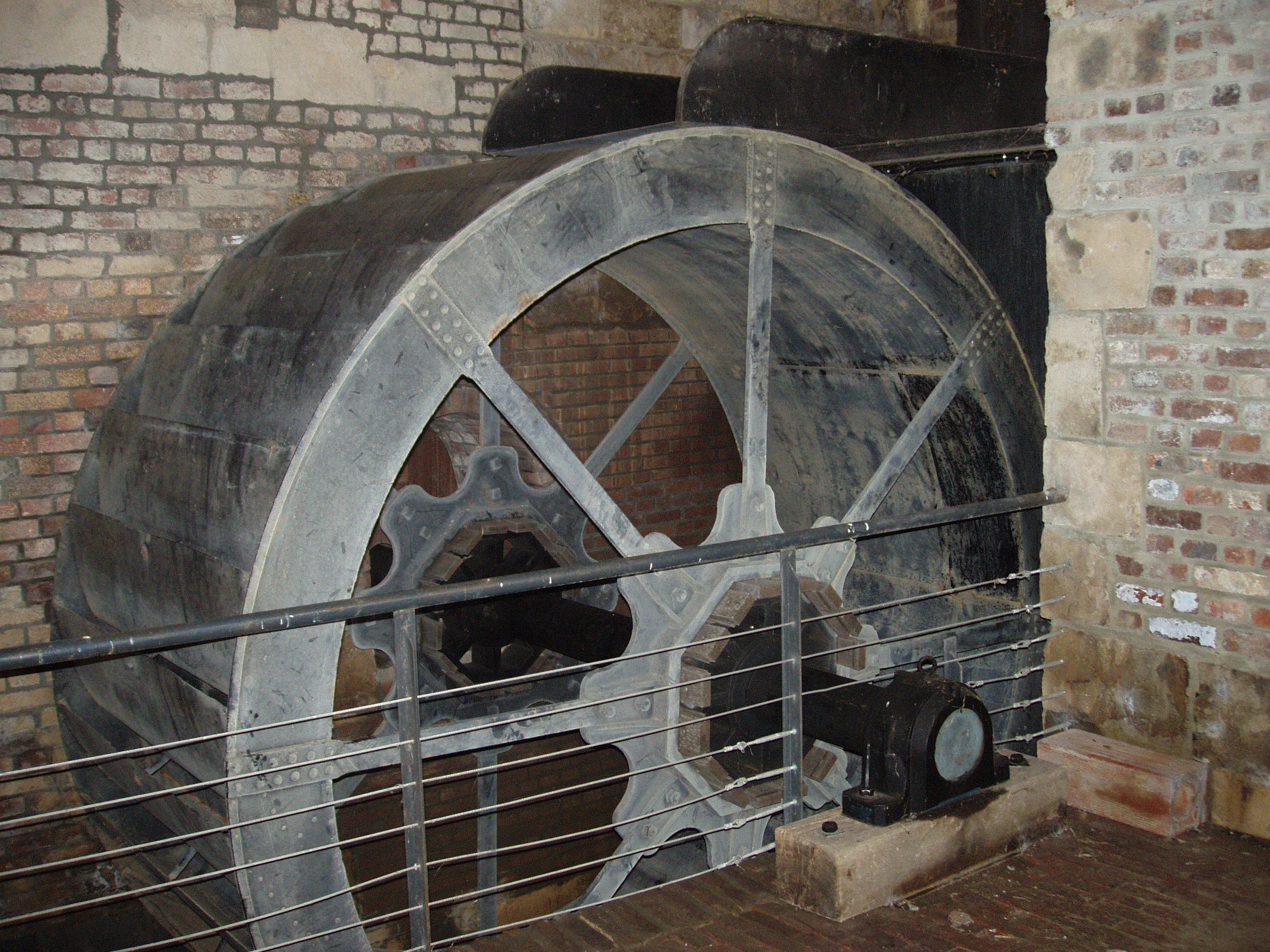
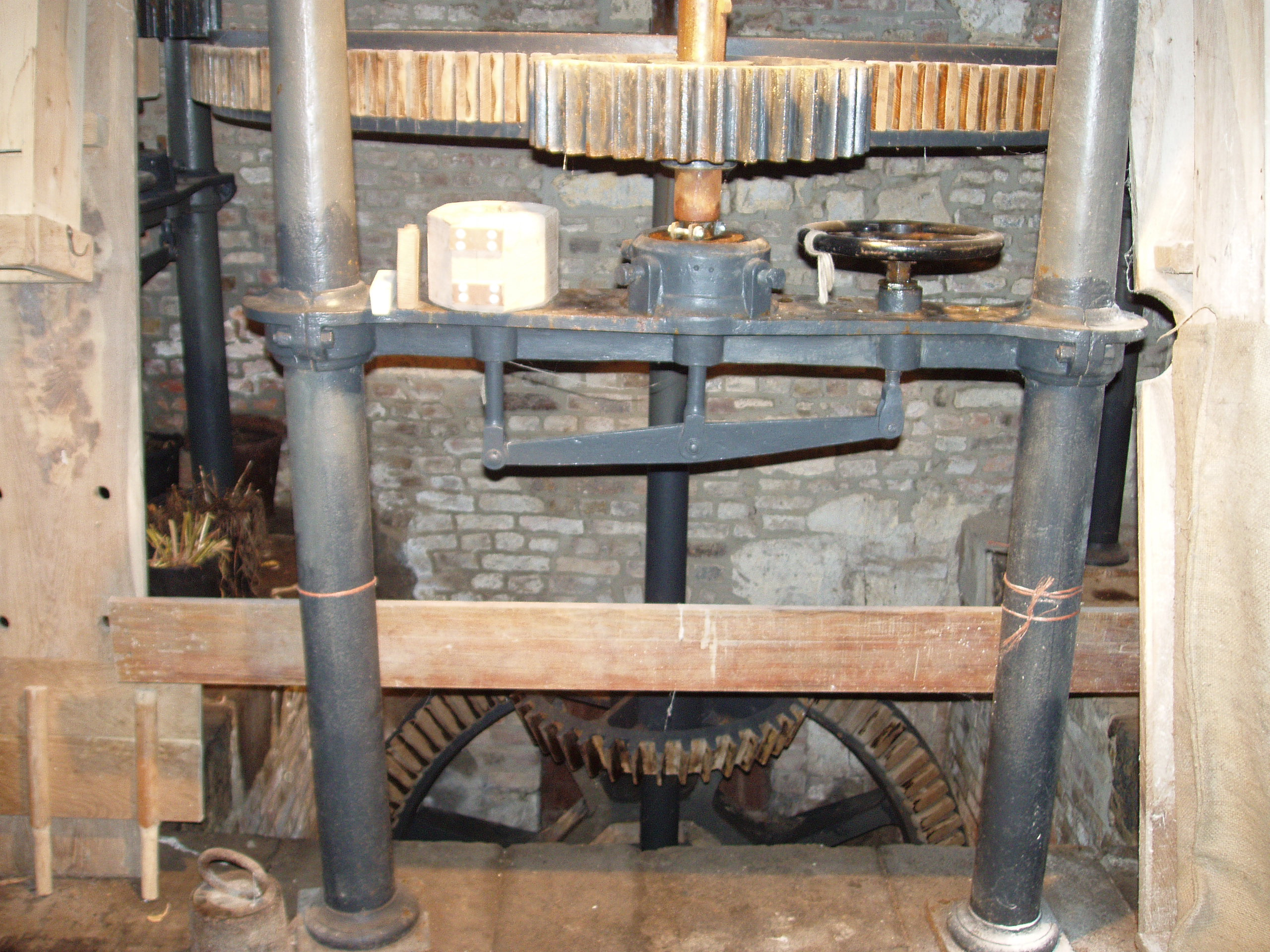
Binnenwerk
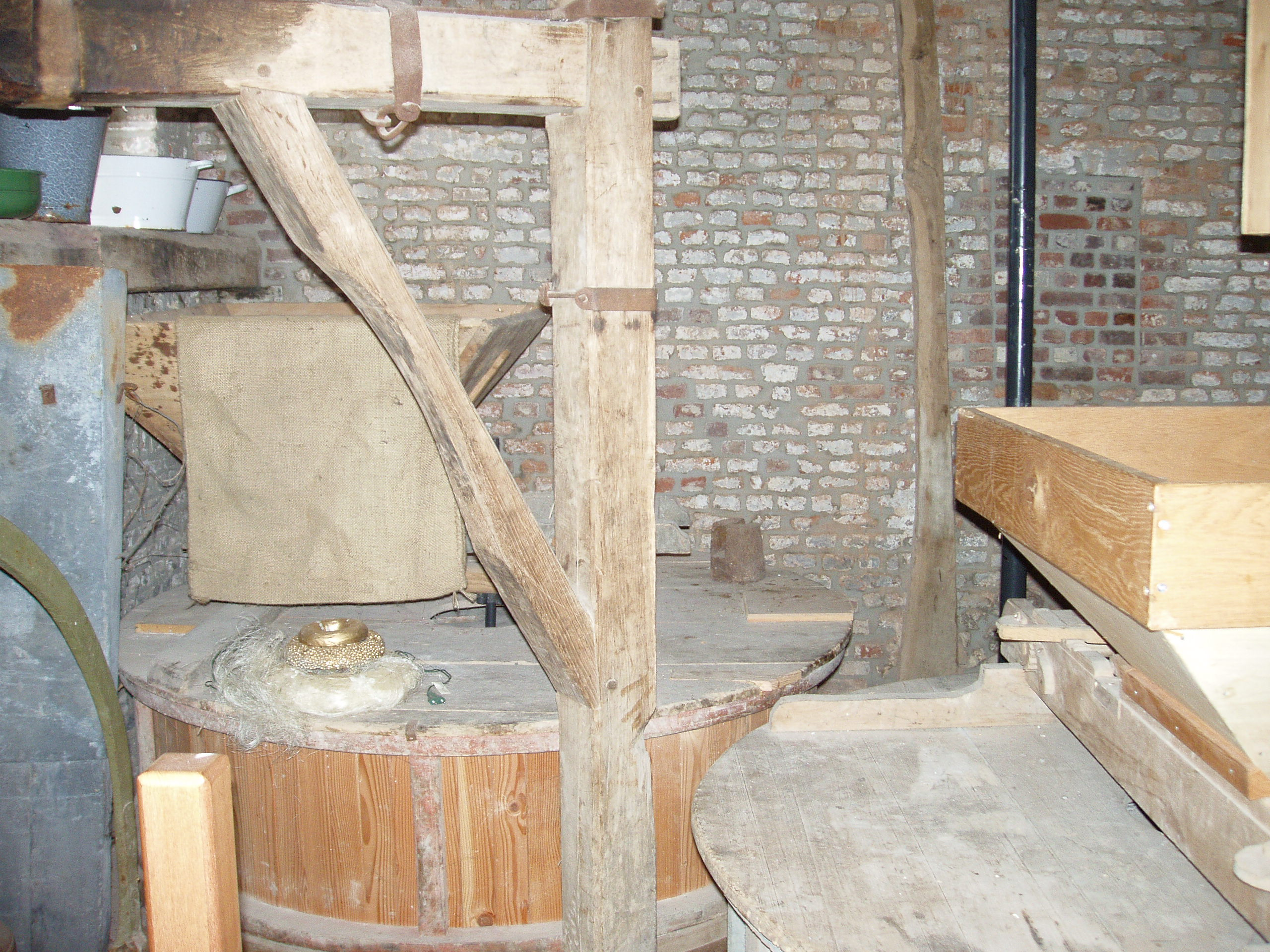
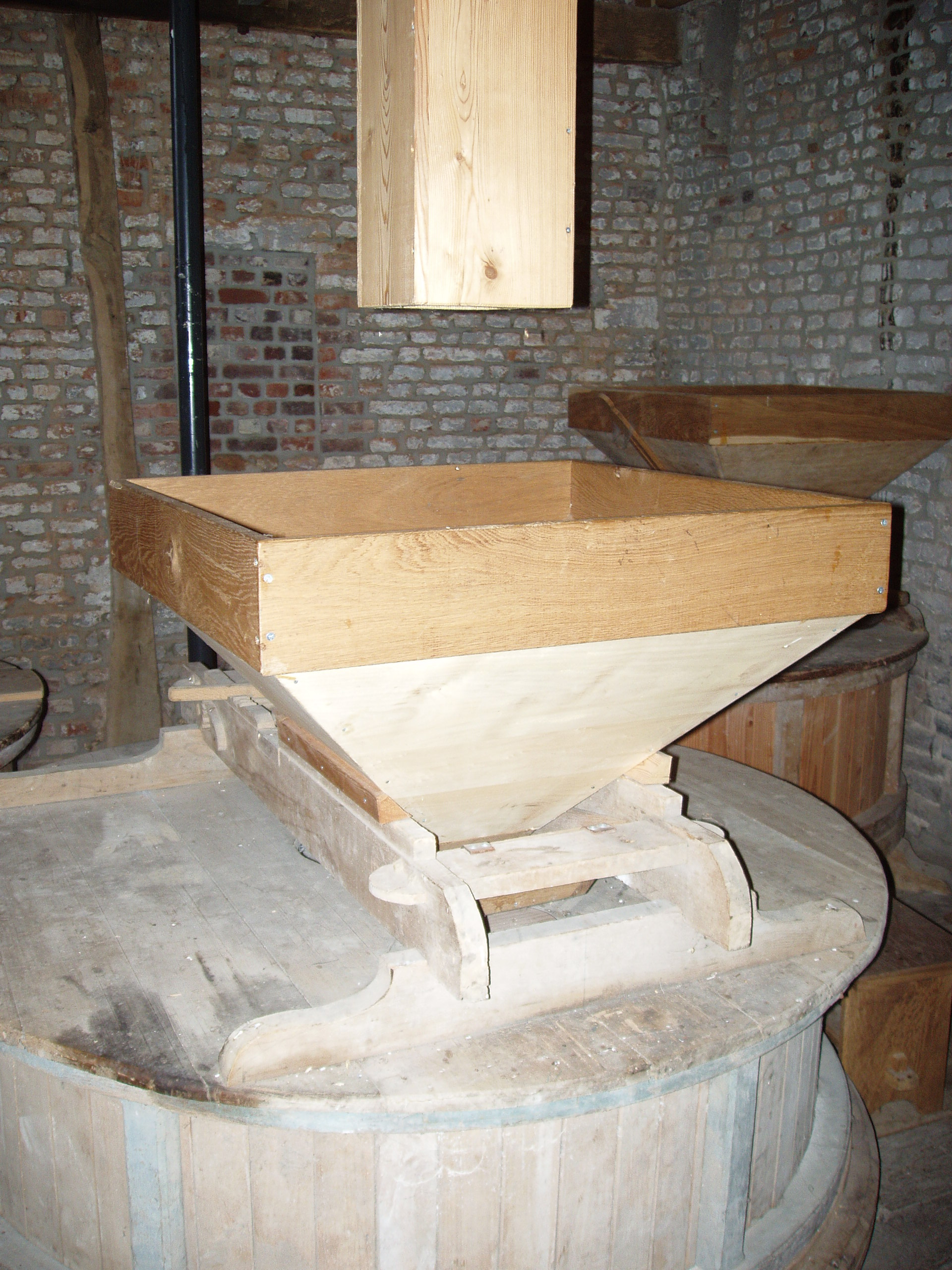
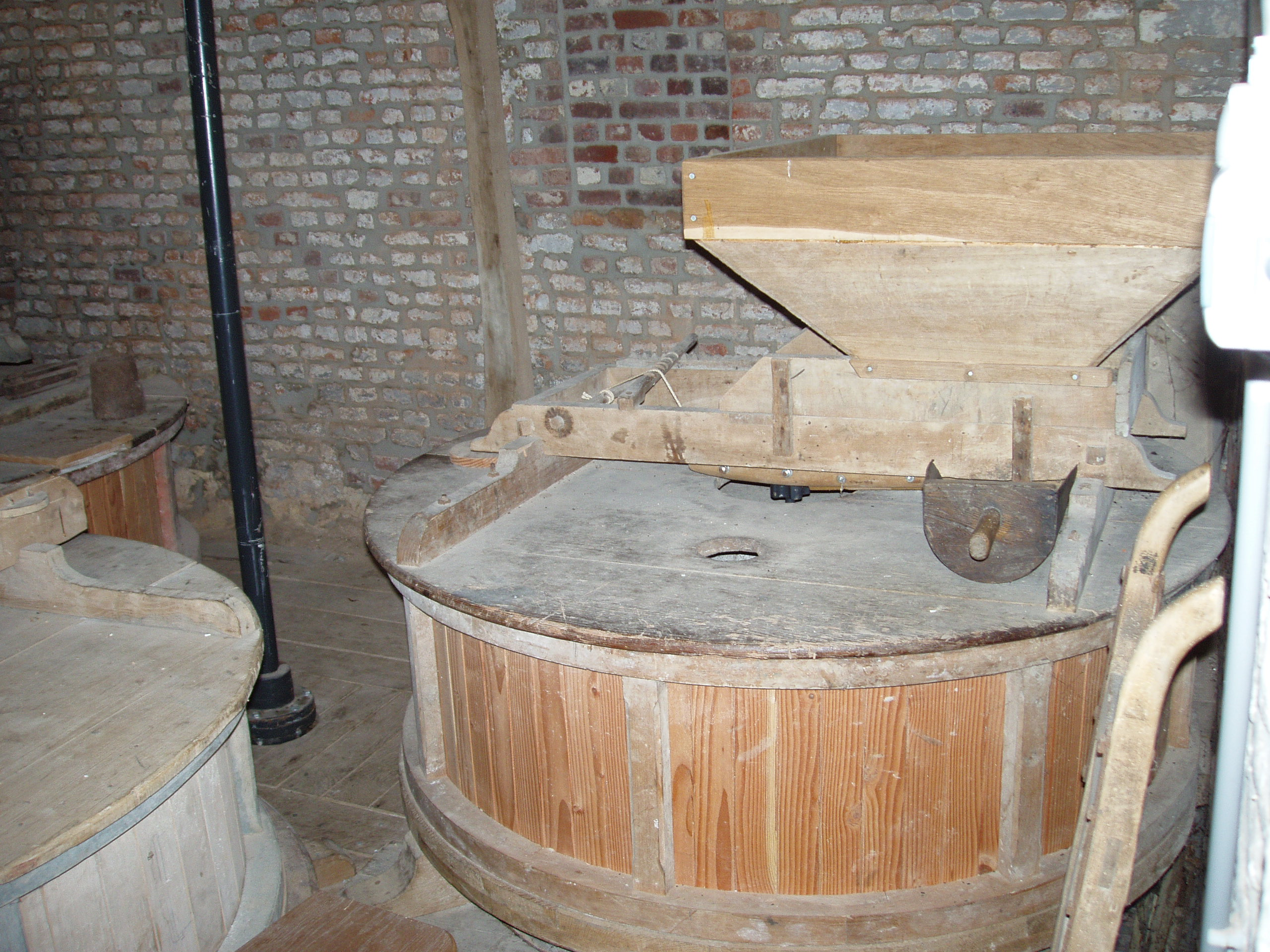

## Een tweede Meschermolen
In het verleden heeft er aan de andere zijde van de hoeve nog een tweede watermolen gelegen. Deze is geheel verdwenen en er zijn slechts enkele sporen in de muur van de hoeve van overgebleven. Deze molen was een onderslagmolen.

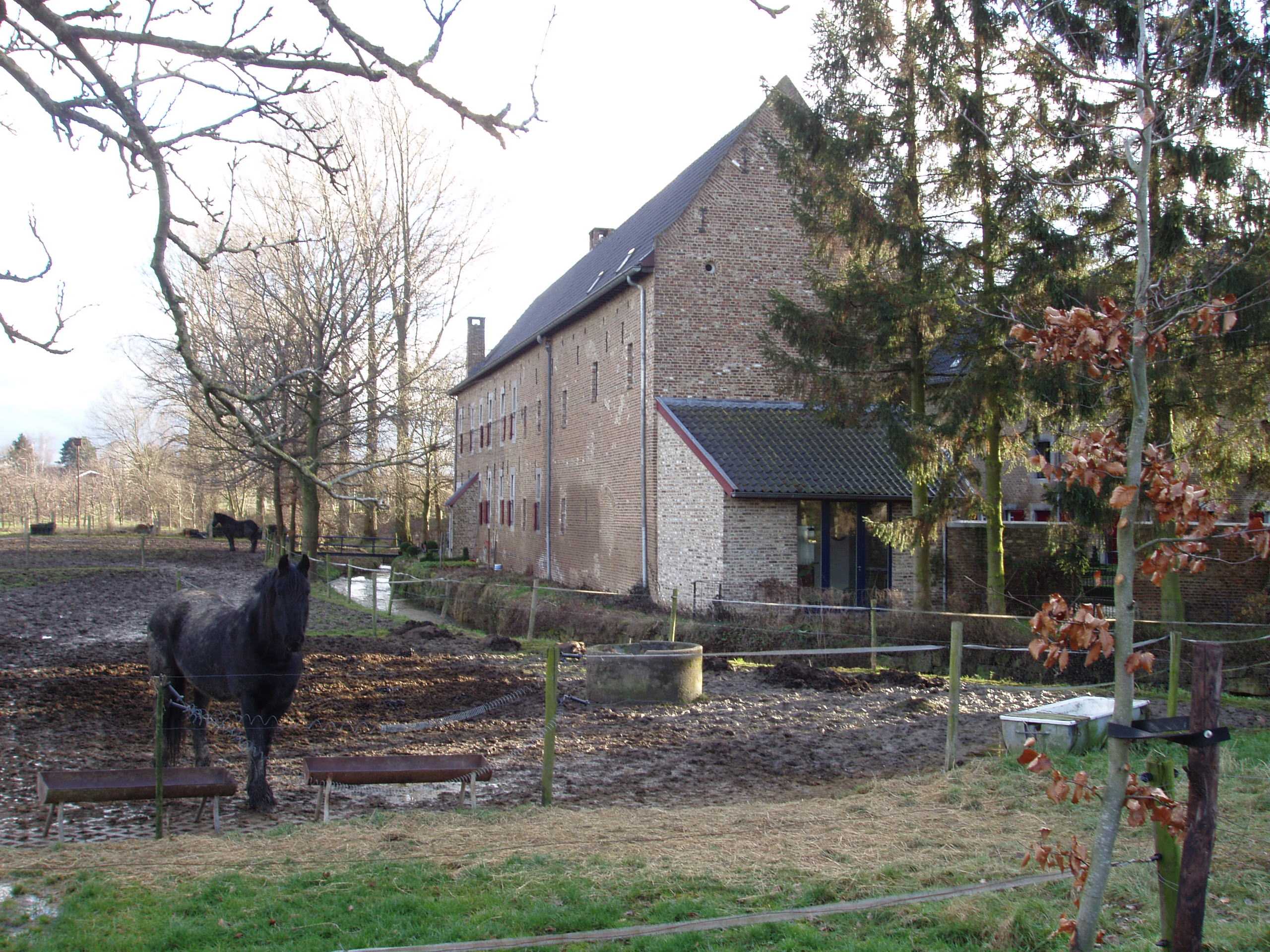
De andere zijde van de hoeve
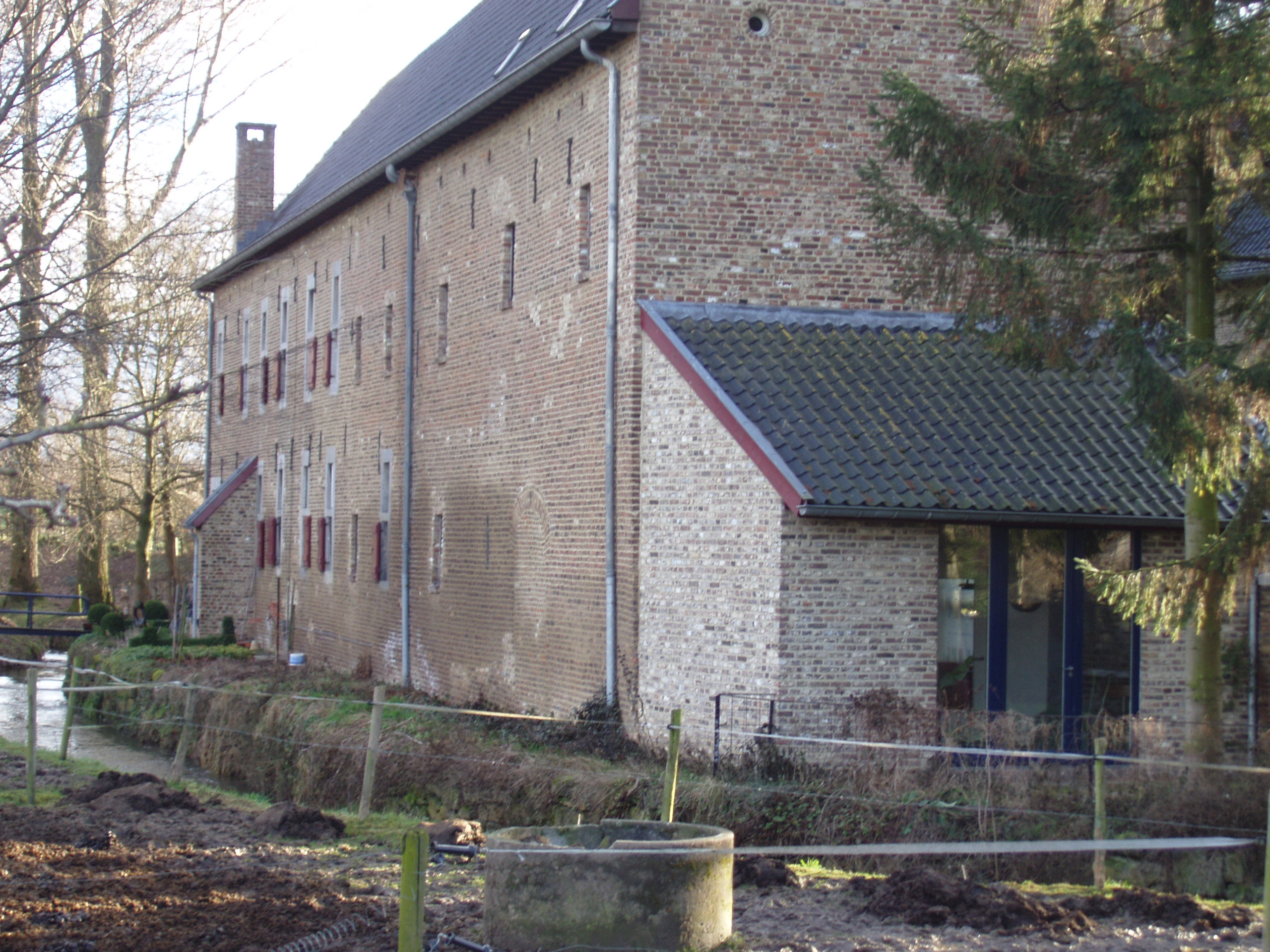
In het metselwerk is de plaats van het rad nog te zien